# Pośredni Grzbiet

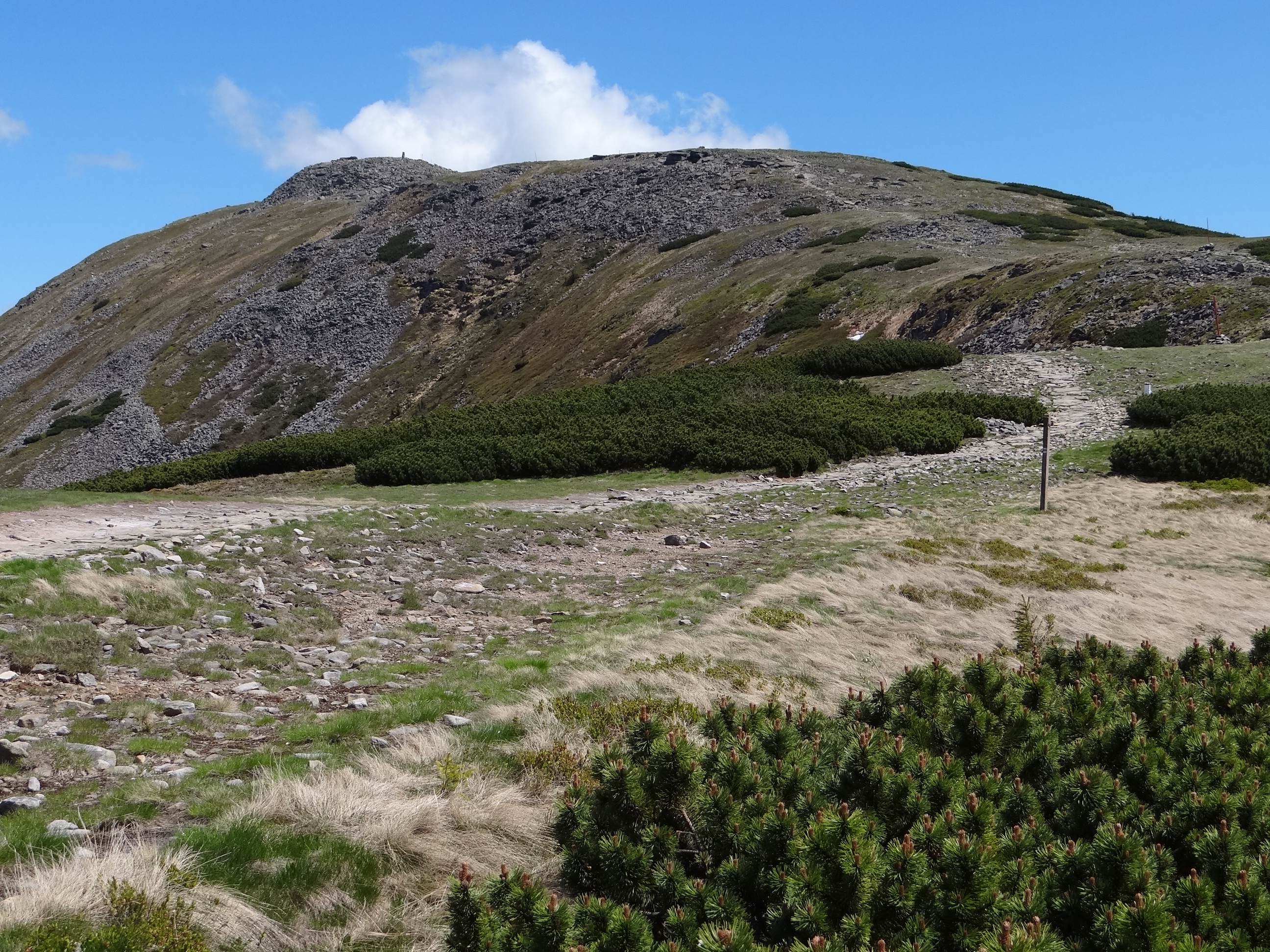
Widok z Kościółków na Diablaka i Pośredni Grzbiet

Pośredni Grzbiet – część zachodniego grzbietu Diablaka w Beskidzie Żywiecko-Orawskim. Rozciąga się od miejsca, w którym strome rumowisko Babiej Góry (na zachodnim stoku noszące nazwę Tablic Zejsznera) przechodzi w wyraźne wypłaszczenie, a Lodową Przełęczą (1606 m). Grzbietem tym biegnie granica polsko-słowacka oraz Wielki Europejski Dział Wodny. Zachodnie zakończenie tego grzbietu nazywa się Pośrednim Garbem. Północne stoki Pośredniego Grzbietu to strome urwisko opadające do Kamiennej Dolinki, stoki południowe są znacznie bardziej łagodne.
Pośredni Grzbiet jest kamienisty, z rzadka tylko porośnięty kępami roślinności. Prowadzą nim 3 znakowane szlaki turystyczne oraz nieznakowana ścieżka edukacyjna „Babia Góra bez granic”. Z rzadkich roślin stwierdzono na Pośrednim Grzbiecie występowanie gnidosza Hacqueta – gatunku w Polsce występującego tylko w Tatrach i na Babiej Górze
Znajduje się w Babiogórskim Parku Narodowym, w granicach wsi Zawoja w województwie małopolskim, w powiecie suskim, w gminie Zawoja.

## Szlaki turystyczne
Żywieckie Rozstaje – Mała Babia Góra – przełęcz Brona – Kościółki – Lodowa Przełęcz – Pośredni Grzbiet – Diablak
 przełęcz Krowiarki – Sokolica – Diablak – Kościółki – przełęcz Brona – Markowe Szczawiny.